# Gliniewo
Gliniewo [pronunciación en polaco: /ɡliˈɲevɔ/] (en casubio: Glëniewò) Es un pueblo ubicado en el distrito administrativo de Gmina Przodkowo, dentro del Condado de Kartuzy, Voivodato de Pomerania, en Polonia del norte. Se encuentra aproximadamente a 4 kilómetros al oeste de Przodkowo, a 6 kilómetros al noreste de Kartuzy, y a 27 kilómetros al oeste de la capital regional Gdańsk.
Para detalles de la historia de la región, véase Historia de Pomerania.